# صوفي (اسم)
صوفي هو اسم (بالإنجليزية:Sophie) (بمعنى " الحكمة ") هو تصغير صوفيا (Sophia). تشمل الشخصيات البارزة التي تحمل الاسم:

## أشخاص مع هذا الاسم

### ولدوا في العصور الوسطى
- صوفي من تورينغيا، دوقة برابانت (1224-1275)؛ الزوجة الثانية والدوقة القرينة الوحيدة لـ هنري الثاني، دوق برابانت ولوثير.
- صوفيا بيلوجي بافو (1550-1619)؛ عرفت في وقت لاحق بـ السلطانة صفية، قرينة السلطان مراد الثالث.

### ولدوا في بداية العصر الحديث
- صوفي من أنهالت-تسربست (1729-1796)؛ سميت في وقت لاحق الإمبراطورة كاترين الثانية من روسيا.
- صوفي آمالي من برونزويك-لونبورغ (1628-1685)؛ الملكة القرينة للدنمارك-النرويج.
- صوفي بلانشارد (1778-1819)؛ عازفة البالون الفرنسية.
- صوفيا دوروثيا ناخبة هانوفر القرينة (1666-1726)؛ هي زوجة جورج الأول ملك بريطانيا العظمى.
- صوفي دوروثيا من فورتمبيرغ (1759-1828)؛ الزوجة الثانية للقيصر بول الأول من روسيا.
- صوفي داوس، بارون دي فوشير (ق. 1795-1840)؛ البارونة الإنجليزية.
- صوفي جيرمان (1776-1831)؛ عالمة رياضيات فرنسية.
- صوفي شرودر (1781 – 1868)؛ ممثلة ألمانية.
- صوفي فون لا روش (1730-1807)؛ مؤلفة ألمانية.
- الأميرة صوفيا (1777-1848)؛ أميرة المملكة المتحدة.

### من مواليد 1790 – 1918
- الدوقة صوفي في بافاريا (1847–1897)؛ زوجة الأمير فرديناند، دوق ألنسون.
- الأرشيدوقة صوفي من النمسا (1855-1857)؛ الطفلة الأول لـ فرانتس جوزيف الأول، إمبراطور النمسا، والدوقة إليزابيث في بافاريا.
- صوفي أميرة بافاريا (1805-1872)؛ والدة الإمبراطور فرانتس يوزف الأول وماكسيميليان إمبراطور المكسيك.
- صوفي، كونتيسة سيغور (1799-1874)؛ كاتبة روسية فرنسية.
- صوفي من السويد (1801-1865)؛ دوقة بادن الكبرى.
- صوفي دوقة هوهنبيرغ (1868-1914)؛ ارستقراطية بوهيمية، وزوجة الأرشيدوق فرانتس فرديناند، بحيث اشعال اغتيالهما الحرب العالمية الأولى.
- صوفي أدلهيد، دوقة في بافاريا (1875-1957)؛ نبيلة ألمانية.
- صوفي أدلسبار (1823-1895)؛ ناشطة حقوق المرأة السويدية.
- صوفي أتكينسون (1876-1972)؛ رسامة إنجليزية.
- صوفي بليدسو أبرل (1896–1996)؛ عالمة أنثروبولوجيا أمريكية.
- صوفي برازيلو (1892-1935)؛ الكونترالتو الأمريكية.
- صوفي داجوين (1801-1881)؛ راقصة باليه فرنسية.
- صوفي جينجمبري أندرسون 1823-1903، فنانة فرنسية بريطانية.
- صوفي جراي (1814-1871)؛ المسؤولة والمهندسة بريطانية.
- صوفي كير (1880-1965)؛ مؤلفة أمريكية.
- صوفي ماسلوف (1917-2014)؛ عمدة بيتسبرغ.
- صوفي مانرهايم (1863-1928)؛ ممرضة فنلندية.
- صوفي بيمبيرتون (1869-1950)؛ رسامة كندية.
- صوفي روستوبكين (1799-1874)؛ كاتبة فرنسية.
- صوفي سويار (1914-1996)؛ ممثلة إستونية.
- صوفي تاكر (1887-1966)؛ فنانة أمريكية.
- صوفي تريدويل (1885-1970)؛ كاتبة أمريكية
- صوفي فون هوهنبرغ (1901–1990)؛ الأرستقراطية النمساوية.

### ولدوا بعد عام 1918
- صوفيا ملكة إسبانيا (مواليد 1938).

- صوفي؛ أميرة لختنشتاين الوراثية (مواليد 1967)؛ عضوة ألمانية في آل فيتلسباخ بالولادة.
- صوفي؛ أميرة فيندش-غرايتس (مواليد 1959)؛ عضوة نمساوية من أسرة هابسبورغ-لورين بالولادة، وأسرة فيندش-غرايتس النمساوية بالزواج.
- صوفي كونتيسة وسكس (مواليد 1965)؛ زوجة أمير إدوارد إيرل وسكس.
- صوفي أبيلسون (مواليد 1986)؛ ممثلة إنجليزية.
- صوفي أدريانسن (مواليد 1982)؛ كاتبة فرنسية.
- صوفي أجوي (من مواليد 1996)؛ لاعبة كرة القدم الإيفوارية.
- صوفي إينسورث (ولدت عام 1989)؛ متسابقة يخت.
- صوفي الدريد (مواليد 1962)؛ ممثلة البريطانية.
- صوفي أندرتون (مواليد 1977)؛ عارضة إنجليزية.
- صوفي أستون (ولدت عام 1970)؛ رسامة بريطانية.
- صوفي أوكوني (مواليد 1963)؛ سياسية فرنسية.
- صوفي أوستر (مواليد 1987)؛ مغنية وكاتبة أغاني وممثلة أمريكية.
- صوفي أوستن (مواليد 1984)؛ ممثلة إنجليزية.
- صوفي باجالي (مواليد 1996)؛ لاعبة كرة القدم الإنجليزية.
- صوفي بارجاك (مواليد 1957)؛ الممثلة الفرنسية.
- صوفي باركر (ولدت عام 1971)؛ مغنية إنجليزية.
- صوفي باركر (ولدت عام 1990)؛ لاعبة كرة قدم إنجليزية.
- صوفي بارثس (مواليد 1974)؛ هي مخرجة أفلام أمريكية فرنسية.
- صوفي بيم (مواليد 1999)؛ مغنية أمريكية.
- صوفي بيلون (مواليد 1961)؛ سيدة أعمال فرنسية.
- صوفي بينيت (ولدت عام 1989)؛ مغنية كندية.
- صوفي بيرغ (ولدت عام 1964)؛ متسابقة يخت فرنسية.
- صوفي بيفان (ولدت عام 1983)؛ سوبرانو بريطانية.
- صوفي بيسونت (ولدت عام 1964)؛ المخرجة الفرنسية الكندية.
- صوفي بلاك (مواليد 1958)؛ شاعرة أمريكية حائزة على جوائز.
- صوفي بلاكال، فنانة أسترالية.
- صوفي بليك (ولدت عام 1977)؛ مقدمة تليفيزيونية بريطانية.
- صوفي دي بوير (مواليد 1990)؛ متسابقة الدراجات الهولندية.
- صوفي بويلي (مواليد 1989)؛ بياتليت فرنسية متقاعدة.
- صوفي بويون (مواليد 1984)؛ صحفية فرنسية مستقلة.
- صوفي بولد (مواليد 1982)؛ الممثلة المسرحية البريطانية.
- صوفي برادلي (مواليد 1989)؛ لاعبة كرة قدم إنجليزية.
- صوفي براي (مواليد 1990)؛ لاعبة الهوكي الإنجليزية الدولية.
- صوفي براون (مواليد 1993)؛ لاعبة كرة الريشة الإنجليزية.
- صوفي بروهمان (مواليد 1995)؛ لاعبة الجمباز البهلوانية الألمانية.
- صوفي بيرن، المخرجة الأسترالية.
- صوفي كاديو (مواليد 1977)؛ ممثلة كيبيكية.
- صوفي كالدويل (مواليد 1990)؛ المتزلجة عبر البلاد الأمريكية.
- صوفي كال (مواليد 1953)؛ ممثلة الفرنسية.
- صوفي كامبيل، American comic artist.
- صوفي كارل (مواليد 1964)؛ ممثلة من لوكسمبورغ.
- صوفي كاريجيل (مواليد 1994)؛ لاعبة كرة سلة بريطانية على كرسي متحرك.
- صوفي كيسي (مواليد 1991)؛ لاعبة كرة قدم أسترالية.
- صوفي شودري (من مواليد 1982)؛ المغني الهندي.
- صوفي كرامب (مواليد 1981)؛ فنانة كاريكاتير أمريكية فرنسية.
- صوفي داهل (من مواليد 1977)؛ عارضة الأزياء الإنجليزية والمؤلفة.
- صوفي ديليلا (مواليد 1983)؛ المغنية وكاتبة الأغاني.
- صوفي إليس-بكستور (من مواليد 1979)؛ المغنية البريطانية.
- صوفي إيفانز (مواليد 1993)؛ الممثلة والمغنية البريطانية.
- صوفي غرادون (1985 - 2018)؛ العارضة ومديرة التسويق الإنجليزية.
- صوفي غرايغور ترودو (من مواليد 1975)؛ عارضة الأزياء الكندية والمضيفة التلفزيونية؛ زوجة جاستن ترودو.
- صوفي غريغسون (مواليد 1959)؛ كاتبة طبخ بريطانية.
- صوفي هانا (مواليد 1971)؛ كاتبة بريطانية.
- صوفي بي.هوكينز (مواليد 1964)؛ مغنية أمريكية وكاتبة أغاني.
- صوفي هوبكنز (مواليد 1990)؛ الممثلة البريطانية.
- صوفي هويت (1953–2017)؛ صحفية فرنسية.
- صوفي كنسيلا (مواليد 1969)؛ كاتبة بريطانية.
- صوفي لانكاستر (1986–2007)؛ ضحية جريمة قتل بريطانية.
- صوفي لورانس (مواليد 1972)؛ الممثلة البريطانية.
- صوفي لي (مواليد 1968)؛ ممثلة أسترالية.
- صوفي لي (1849-1918)؛ رسامة ألمانية.
- صوفي مارسو (مواليد 1966)؛ ممثلة فرنسية.
- صوفي ماكشيرا (مواليد 1985)؛ ممثلة إنجليزية.
- صوفي موليتا (مواليد 1969)؛ مغنية وكاتبة أغاني من نيوزيلندا.
- صوفي مولينوكس (مواليد 1998)؛ لاعبة كريكيت أسترالية.
- صوفي مونك (مواليد 1979)؛ مغنية أسترالية.
- صوفي مولير (مواليد 1962)؛ منتجة بريطانية.
- صوفي نيلسي (مواليد 2000)؛ ممثلة كندية.
- صوفي أوكونيدو (مواليد 1968)؛ ممثلة بريطانية.
- صوفي برايس (مواليد 1989)؛ عارضة بريطانية.
- صوفي بورلي (مواليد 1992)؛ الممثلة البريطانية.
- صوفي راورث (مواليد 1968)؛ مذيعة التلفزيون البريطانية.
- صوفي شول (1921-1943)؛ عضوة في المقاومة وايت روز في الحرب العالمية الثانية.
- صوفي طومسون (من مواليد 1962)؛ الممثلة البريطانية.
- صوفي تيرنر؛ (مواليد 1996)؛ ممثلة بريطانية.
- صوفي فافاسور (مواليد 1992)؛ الممثلة الايرلندية.
- صوفي وارد (مواليد 1964)؛ الممثلة البريطانية.
- صوفي ويلان (مواليد 1987/88)؛ كوميدية بريطانية.
- صوفي ويلسون (مواليد 1957)؛ عالمة الكمبيوتر البريطانية.
- صوفي وينكمان (مواليد 1980)؛ ممثلة بريطانية.
- صوفي زيون (مواليد 1986)؛ والمعروفة باسم "صوفي"، منتجة الموسيقى الإلكترونية.
- صوفي زيلماني (مواليد 1972)؛ مغنية وكاتبة أغاني سويدية.

## شخصيات خيالية
- صوفي فاتالي، من فيلم Kill Bill
- صوفي، من كتاب The BFG وأفلام The BFG (1989) وThe BFG (2016)
- صوفي، سلسلة كاريكاتورية بلجيكية من تأليف جيدم
- صوفي بيرجمان، من لعبة فيديو Fullmetal Alchemist 3: Kami o Tsugu Shōjo
- صوفي بيرتون، من المسلسل التلفزيوني هوليوكس
- صوفي ديفيريوس، في مسلسل الرافعة على تي إن تي
- صوفي فون فانينال، من أوبرا دير روزنكافاليير
- صوفي هاتر، الشخصية الرئيسية لقلعة هاول المتحركة
- صوفي كوالسكي، الشخصية الرئيسية في فيلم Love Me If You Dare، الذي تؤديه ماريون كوتيار
- صوفي مارتينيز في المسلسل التلفزيوني كوري في المنزل
- صوفي نيفيو، بطلة مدونة دافنشي
- صوفي نيومان، الشخصية الرئيسية لأسرار الخالد نيكولاس فلاميل
- صوفي ساندرز، شخصية من بونسن هو الوحش
- صوفي سيمبسون في المسلسل التلفزيوني ذهابًا وإيابا
- صوفي ويبستر في أوبرا الصابون تتويج شارع
- صوفي زاويستوفيسكا، شخصية في الرواية وفيلم صوفي تشويس
- صوفي كينغ، شخصية في فيلم Cyberbully
- صوفي نيونمولر، شخصية من أتيليه صوفي: الخيميائي للكتاب الغامض وتكميله
- صوفي، شخصية من تيلز أوف غريسيز
- صوفي وودز بيوند، الشخصية الرئيسية في سلسلة مدرسة الخير والشر
- صوفي، شخصية من في المعالجة
- صوفي، شخصية ثانوية من حلقة دكتور هو " The Lodger "
- صوفي، شخصية ماما ميا!
- صوفي توايلايت، شخصية من السيدة مصاص الدماء الذي يعيش في جواري.
- صوفي كاشينسكي، شخصية في المسلسل التلفزيوني فتاتان مفلستان .